# Verbascum insignitum
Verbascum insignitum är en flenörtsväxtart som beskrevs av Günther von Mannagetta und Lërchenau Beck. Verbascum insignitum ingår i släktet kungsljus, och familjen flenörtsväxter. Inga underarter finns listade i Catalogue of Life.